# آلبرت لرتسینگ
آلبرت لُرتْسینگ (آلمانی: Albert Lortzing; ۲۳ اکتبر ۱۸۰۱ – ۲۱ ژانویهٔ ۱۸۵۱) یک آهنگساز اهل آلمان بود.